# Ara AG

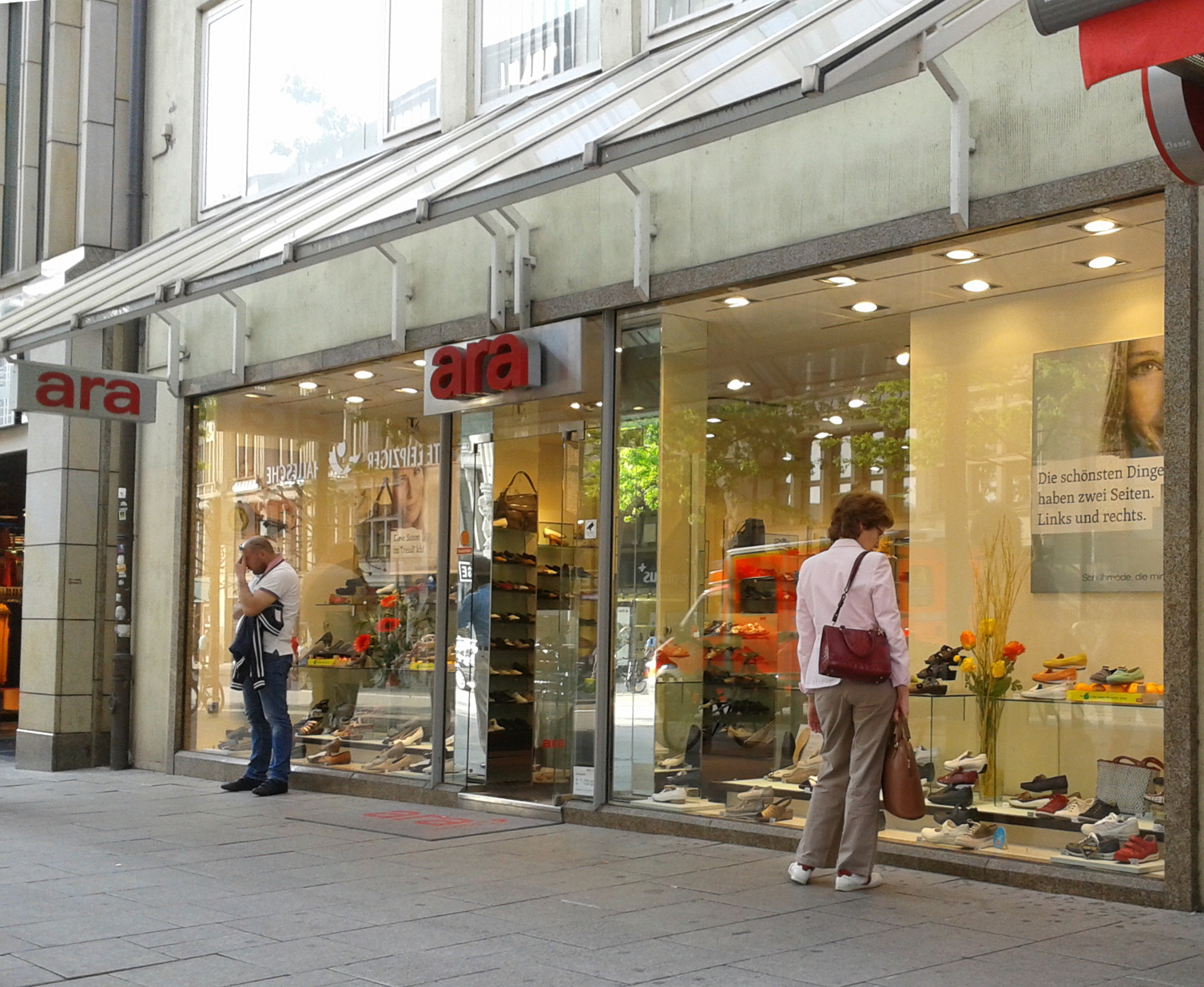
Ara-Schuhgeschäft in Hamburg

Die Ara AG (Eigenschreibweise: ara) ist ein deutscher Schuhhersteller und -händler mit Sitz in Langenfeld. Der Konzern (Ara-Gruppe) befasst sich mit der Beschaffung, der Produktion und dem Vertrieb von Damen-, Herren- und Kinderschuhen unterschiedlicher Marken.

## Geschichte
Das Unternehmen wurde 1949 gegründet und befindet sich seither in Besitz der Familie Röseler.
Im Jahr 1997 erwarb man 49,9 % der Anteile am österreichischen Schuhhersteller Legero; die restlichen 50,1 % blieben im Besitz der Familie Stolitzka.
2009 übernahm Ara die Salamander GmbH von der insolventen EganaGoldpfeil und die Rechte an der Comicfigur Lurchi, mit der in früheren Jahrzehnten für Salamander geworben wurde.
Am 11. Mai 2010 verstarb der langjährige geschäftsführende Gesellschafter und Vorstandsvorsitzende der Ara-Gruppe, Robert Röseler.
Im Jahr 2011 übernahm Ara zusätzlich zu den sieben Filialen in Österreich (Wien, Salzburg, Graz und Wels) von der Bawag die 35 Filialen des bisherigen Kunden in Österreich, Delka. Die österreichische Tochtergesellschaft ist außerdem für die osteuropäischen Länder zuständig.
Im April 2016 wurde die rückwirkend zum 1. Januar 2016 erfolgte Übernahme der Schuhhaus Klauser GmbH & Co. KG nebst deren Tochtergesellschaft Salamander Deutschland GmbH & Co. KG, die die deutschen Salamander-Filialen betreibt, von der Gesellschafterfamilie Prange bekannt gemacht. Somit gehört seit 2016 Salamander vollständig zu Ara.
Ende Juni 2023 kündigte Ara an, sich von Lloyd und Salamander trennen zu wollen. Am 29. Juni wurde die Trennung der Ara-Gruppe von den Einzelhandelsaktivitäten um Salamander Österreich und Delka bekannt. Salamander meldete beim Arbeitsmarktservice rund 200 Beschäftigte zur Kündigung an, Delka rund 100 Angestellte.

## Struktur und Kennzahlen
Holding der Ara-Gruppe ist die Ara AG.
Zur Ara-Gruppe gehörten zum Jahresende 2015 folgende wesentliche Tochtergesellschaften:
- Ara Shoes AG, Langenfeld – Damenschuhe der Marken Ara und Jenny, Herrenschuhe der Marke Ara men
- Lloyd Shoes GmbH, Sulingen – Herren- und Damenschuhe der Marke Lloyd
- Salamander GmbH, Langenfeld – Einzel- und Großhandel mit Damen- und Herrenschuhen der Marke Salamander und Kinderschuhen der Marke Lurchi

Ferner stellte die österreichische Legero-Gruppe, an der Ara mit 49,9 % beteiligt ist, ein wesentliches assoziiertes Unternehmen dar. Die Legero Schuhfabrik GmbH, Graz, befasst sich mit Freizeitschuhen für Damen und Herren sowie Kinderschuhen der Marken Legero, Superfit und Think!.
Die Ara-Gruppe beschäftigte 2015 fast 8700 Mitarbeiter und erwirtschaftete fast 560 Millionen Euro Umsatz. Im selben Zeitraum produzierten die Konzernunternehmen 6,24 Millionen Paar Fertigschuhe in eigenen Produktionsbetrieben in Deutschland, Portugal, Indonesien, Rumänien, Indien und der Ukraine. Ferner beschaffte der Konzern rund 4 Mio. Paar Schuhe von konzernfremden Unternehmen. (jeweils ohne Legero)